# Paladyn dusz
Paladyn dusz (tyt. oryg. Paladin of Souls) – powieść fantasy amerykańskiej pisarki Lois McMaster Bujold wydana w 2003, z cyklu Świat pięciu bogów, osadzona w tym samym świecie, co wcześniejsza Klątwa nad Chalionem. W 2004 powieść została wyróżniona nagrodami Hugo, Nebula i Nagrodą Locusa. Polskie wydanie w tłumaczeniu Kingi Dobrowolskiej ukazało się w 2005 roku nakładem wydawnictwa Prószyński i S-ka.

## Fabuła
Akcja powieści rozgrywa się trzy lata po wydarzeniach opisanych we wcześniejszej Klątwie nad Chalionem. Postacią centralną jest wdowa roina Ista, której religijna pielgrzymka przeradza się w niebezpieczną i nadnaturalną przygodę. Podobnie jak w przypadku Klątwy nad Chalionem głównymi tematami książki są odkupienie i poświęcenia dla innych.